# Du plomb dans la tête (bande dessinée)
Cet article concerne la bande dessinée originale de Matz et Colin Wilson. Pour l'adaptation cinématographique de Walter Hill, voir Du plomb dans la tête.
Du plomb dans la tête est une série française de bande dessinée créée par Matz et Colin Wilson, éditée en France chez Casterman dans la collection Ligne rouge.

## Synopsis
À New York, deux tueurs professionnels  sont chargés de tuer un sénateur. Ils exécutent leur mission alors que l'homme politique se trouve avec une mineure... La police évite tout scandale en étouffant l'affaire. Mais le FBI s'en mêle car les enjeux politiques dépassent les forces de police.
De leur côté, les deux tueurs, trahis par leur commanditaire, se retrouvent pourchassés par la police et d'autres tueurs...

## Parutions
1. Les Petits Poissons (2004)[1]
2. Les Gros Poissons (2005)
3. Du bordel dans l'aquarium (2006)

Un album regroupant l'intrégrale de la série a été édité en 2008.

## Adaptation cinématographique
En 2013 sort l'adaptation cinématographique réalisée par Walter Hill, Du plomb dans la tête (Bullet to the Head), avec Sylvester Stallone dans le rôle de Jimmy Bobo.

## Récompense
2004 : Prix Saint-Michel du meilleur scénario